# Moszkowo
Moszkowo – osiedle typu miejskiego w Rosji, w obwodzie nowosybirskim. Siedziba władz rejonu moszkowskiego. Do roku 1933 Moszkowo nosiło nazwę Aleksiejewka (ros. Алексеевка).
Miejscowość leży 56 kilometrów na północny wschód od Nowosybirska, na trasie Kolei Transsyberyjskiej i drogi R255.